# Сулуага, Лус Марина
Лус Марина Сулуага (исп. Luz Marina Zuluaga; 31 октября 1938, Перейра — 2 декабря 2015, Манисалес) — колумбийская супермодель и фотомодель, Мисс Колумбия 1957 и Мисс Вселенная 1958. До 2015 года оставалась единственной Мисс Колумбия, удостоенной этого титула.

## Биография
Родилась в городе Перейра в Колумбии. Она училась в городке Манисалес, провинции Кальдас, а остальное время помогала матери собирать урожай. Выиграла титул Мисс Кальдас в 1957 году и после своего избрания представляла Кальдас на конкурсе Мисс Колумбия, несмотря на то, что родилась в другой провинции Рисаральда. Для участия в конкурсе Мисс Колумбия она приехала в Картахену.

## Мисс Колумбия 1957
Сулуага не стала первой на конкурсе, получив титул первой вице-мисс. Но выигравшая корону Дорис Гил Сантамария вышла замуж. По правилам конкурса Мисс Вселенная она уже не могла участвовать в нём, и её заменила Лус Марина Сулуага.

## Мисс Вселенная
Конкурс прошёл в Лонг-Бич (Калифорния), США, 25 июля 1958 года. После объявления её победительницей по телевидению и радио в Колумбии она стала национальной героиней, и ей посвятили специальный выпуск новостей.
Сулуага по правилам конкурса не могла сразу вернуться в свою страну как «Мисс Вселенная», она опасалась за свою безопасность, поскольку Колумбия переживала период крайней политической нестабильности. Когда она в конце концов вернулась домой, её приветствовали толпы поклонников в Международном аэропорту Эльдорадо в Боготе. Позже она приехала в город Манисалес, где жила её семья.
В настоящее время граждане Манисалеса приняли её, как если бы она была родом из этого региона. Узнав, что её семья была не очень богатой, многие граждане собрали деньги, которые были использованы для постройки нового дома семьи Сулуаги.

## Жизнь после конкурса
После нескольких лет, когда она избегала внимания журналистов, Сулуага попала на заголовки газет, когда 30 июля 1960 года она вышла замуж за врача Энрике Велеса Ойоса (умер 21 марта 2015 года) и переехала в США. В 1966 она вернулась в Манисалес и стала участвовать в деятельности городского совета, а также работала в государственном департаменте туризма, в котором она в конечном итоге стала директором.
Сулуага родила трёх сыновей и дочь: Марсело, Хуана, Карлоса и Андреа.
Лус Марина Сулуага умерла 2 декабря 2015 года в Манисалесе в возрасте 77 лет.